# Линк Рей
Линк Рей (на английски: Link Wray) е американски рок китарист и автор на песни.
Той е роден на 1 май 1929 година в Дън, Северна Каролина.
Започва музикалната си кариера в средата на 50-те години. Неговата композиция „Rumble“ (1958) използва иновативни китарни техники, като дисторшън и фийдбек, и оказва силно влияние върху по-късното развитие на рок музиката. Рей продължава да участва в турнета и да издава албуми и през следващите десетилетия, а през 80-те години се установява в Дания.
Линк Рей умира на 5 ноември 2005 година в Копенхаген.